# MotoCzysz
MotoCzysz est un constructeur de motos américain, basé à Portland, dans l'Oregon.
La société est fondée par Michaël Czysz.
La gamme s'articule autour de deux modèles, la C1 et la E1pc

## MotoCzysz C1
À l'origine,  Michaël Czysz voulait construire une machine capable de participer au championnat du monde MotoGP.
50 machines sont réservables, au prix de 100 000 dollars chacune.

## MotoCzysz E1pc

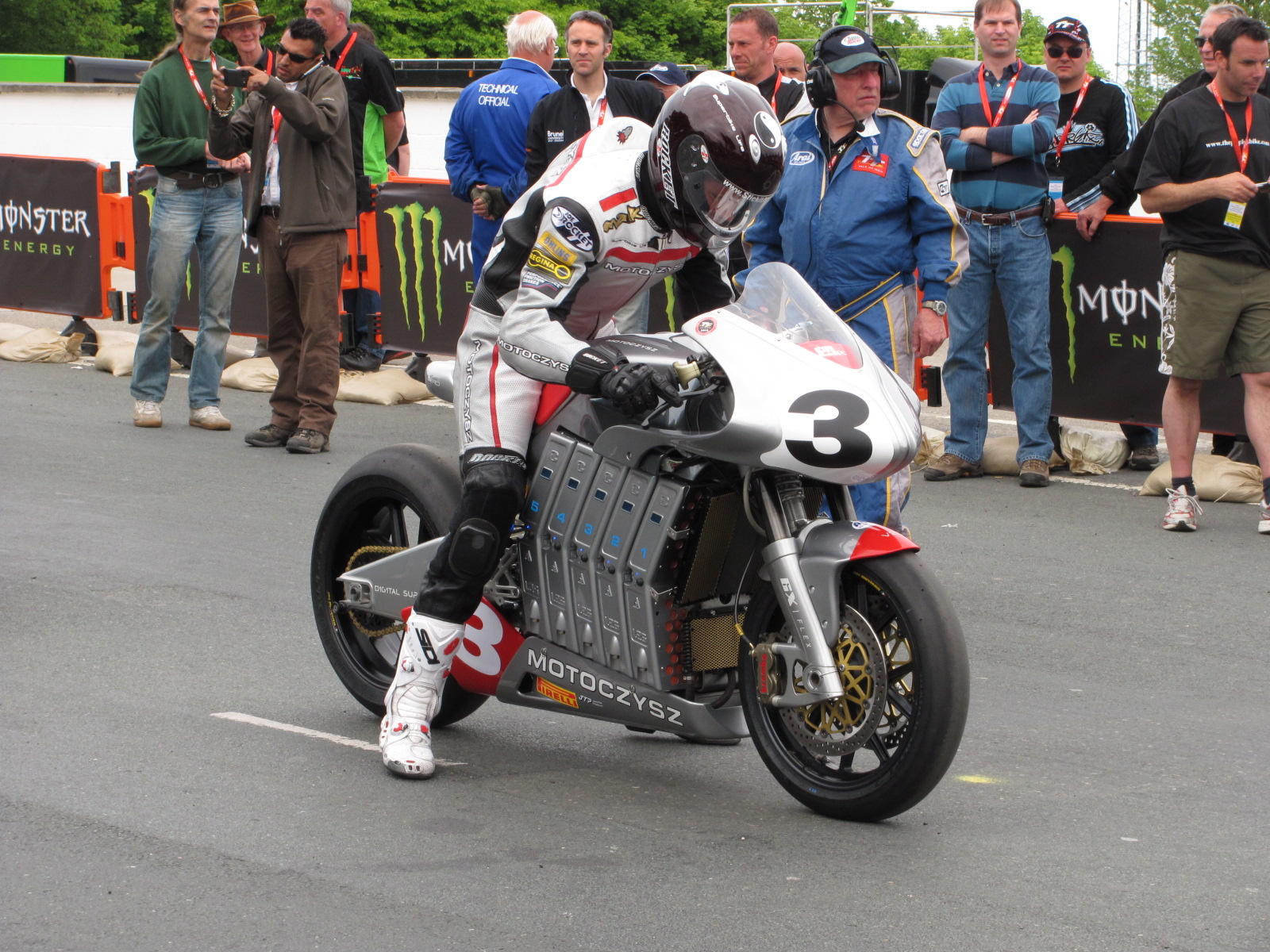
La MotoCzysz E1pc, gagnante du premier TT Zero

L'E1pc est une machine qui est mue par un moteur électrique.
Cette moto, qui stocke 10 kWh d'énergie sous forme électrique et délivre une puissance de 75 kW (100 ch) avec un couple de 340 N m, s'est notamment illustrée en 2010 lors du TT (Tourist Trophy, qui se déroule chaque année sur l'Isle de Man), avec une moyenne de 155 km/h sur l'ensemble de l'épreuve.
En 2011, la marque a renouvelé son exploit. Deux motos étaient engagées et sont arrivées respectivement 1re et 2e de la catégorie TT Zéro. Leurs performances sont comparables aux motos équipées de moteurs thermiques, avec une puissance portée à environ 200 ch, et des pointes de vitesse mesurées à 241 km/h.